# محاكمة مجرمي الحرب الأهلية السورية
بدأت المحاكم الدولية والوطنية خارج سوريا بمحاكمة مجرمي الحرب الأهلية السوريين. تشمل جرائم الحرب التي ترتكبها الحكومة السورية أو الجماعات المتمردة الإبادة والقتل والاغتصاب أو غيره من أشكال العنف الجنسي والتعذيب والسجن.  صرحت وكيلة الأمين العام للأمم المتحدة روزماري ديكارلو : "إن المساءلة عن الانتهاكات الجسيمة للقانون الإنساني الدولي وحقوق الإنسان أمر أساسي لتحقيق السلام الدائم والحفاظ عليه في سوريا".